# 1303

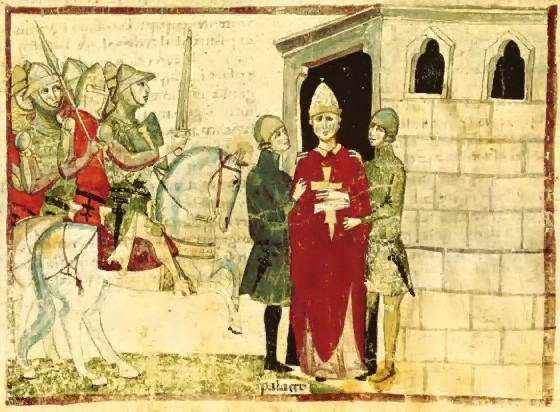
O papa Bonifácio VIII é capturado no castelo de Anagni. Miniatura da Nuova Cronica de Giovanni Villani.

- Wikisource

| Calendário gregoriano                                                        | 1303 MCCCIII                                         |
| Ab urbe condita                                                              | 2056                                                 |
| Calendário arménio                                                           | 752 – 753                                            |
| Calendário bahá'í                                                            | -541 – -540                                          |
| Calendário budista                                                           | 1847                                                 |
| Calendário chinês                                                            | 3999 – 4000 Início a 18 de janeiro (aproximadamente) |
| Calendário copta                                                             | 1019 – 1020                                          |
| Calendário etíope                                                            | 1295 – 1296                                          |
| Calendários hindus - Vikram Samvat - Calendário nacional indiano - Cáli Iuga | 1358 – 1359 1224 – 1225 4403 – 4404                  |
| Calendário Holoceno                                                          | 11303                                                |
| Calendário islâmico                                                          | 702 – 703                                            |
| Calendário judaico                                                           | 5063 – 5064                                          |
| Calendário persa                                                             | 681 – 682                                            |
| Calendário rúnico                                                            | 1553                                                 |
| Calendário solar tailandês                                                   | 1846                                                 |

1303 (MCCCIII, na numeração romana) foi um ano comum do século XIV do Calendário Juliano, da Era de Cristo, e a sua letra dominical foi F (52 semanas), teve início a uma terça-feira e terminou também a uma terça-feira.
| Ano completo                       |
| ---------------------------------- |
| Ano comum com início à terça-feira |

## Eventos
- 7 de setembro — Atentado de Anagni, episódio do conflito entre o rei francês Filipe, o Belo e o papa Bonifácio VIII.
- Setembro — Massacre dos Genoveses, confronto armado ocorrido em setembro de 1303 em Constantinopla entre entre os mercadores genoveses residentes na cidade e as tropas almogávares da Companhia Catalã do Oriente.
- Atanásio I inicia o seu segundo mandato como patriarca grego de Constantinopla, sucedendo a João XII.

## Nascimentos
- Brígida da Suécia — santa, escritora, teóloga, fundadora de ordem religiosa, padroeira da Suécia e copadroeira da Europa  (m. 1373).

## Mortes
- 4 de março — Teodora Ducena Vatatzina, imperatriz-consorte bizantina entre 1427 e 1439, esposa de Miguel VIII Paleólogo  (n. c. 1240).
- 19 de maio — Ivo, santo franciscano e padroeiro dos advogados  (n. 1253).
- 11 de outubro — Papa Bonifácio VIII  (n. 1235).
- 27 de outubro — Beatriz de Castela, rainha de Portugal, esposa de Afonso  III de Portugal  (n. 1242).
- 1 de novembro — Hugo XIII de Lusinhão, senhor de Lusinhão, conde de La Marche e de Angoulême  (n. 1259)
- Aleixo Raul, aristocrata e alto funcionário bizantino.
- João XII de Constantinopla, patriarca grego de Constantinopla desde 1294.
- João Asen III da Bulgária, imperador imperador búlgaro entre 1279 e 1280; morto no exílio (n. 1259 ou 1260).
- Otão VI de Brandemburgo-Salzwedel  (n. c. 1255).